# Henry de Nassau d'Auverquerque (1er comte de Grantham)
Henry de Nassau, seigneur d'Auverquerque, 1er comte de Grantham (né Hendrik van Nassau, 1673 - 5 décembre 1754), est un pair et courtisan britannique, membre de la maison d'Orange-Nassau et cousin du roi Guillaume III d'Angleterre. Il hérite de la seigneurie d'Ouwerkerk (connu en anglais comme Overkirk et en français comme Auverquerque) en Hollande  et est un comte du Saint-Empire romain germanique. 

## Biographie
Il est né à La Haye du général hollandais Henri de Nassau-Ouwerkerk (appelé "Lord Overkirk" par les Anglais) et de sa femme Frances van Aerssen, et est baptisé le 30 mai 1673. Le 12 janvier 1697, il épouse sa cousine germaine Lady Henrietta Butler, fille de Thomas Butler (6e comte d'Ossory) et sœur de James Butler (2e duc d'Ormonde). En 1698, du vivant de son père, il est créé baron Alford, vicomte Boston et comte de Grantham par Guillaume III. 
Malgré le mariage de Grantham avec la sœur de l'un des participants les plus notoires de la Rébellion jacobite de 1715, George Ier le nomme Lord Chambellan dans la maison de Caroline d'Ansbach, princesse de Galles en 1717, et Grantham conserve sa position lorsque le prince de Galles devient le roi George II en 1727 et la princesse est devenue la reine Caroline. Il est resté son Lord chambellan jusqu'à sa mort en 1737. 
Grantham s'est ensuite impliqué dans un projet de création d'un orphelinat pour enfants abandonnés à Londres, le premier du genre dans le pays. L'organisme de bienfaisance est connu sous le nom de Foundling Hospital et reçoit sa charte royale le 17 octobre 1739. Lord Grantham est l'un de ses gouverneurs fondateurs. 
Grantham possède une maison à Albemarle Street, Westminster qui fait maintenant partie des locaux de la Royal Institution, et une maison de campagne à Chiswick, appelée Grove Park. 
Lord Grantham est décédé le 5 décembre 1754 et est enterré une semaine plus tard à l' église St James, Piccadilly, Westminster. 

## Famille
Henry de Nassau d'Auverquerque épouse le 12 janvier 1697 sa cousine Lady Henrietta Butler (décédée le 11 octobre 1724), la plus jeune fille de Thomas Butler, 6e comte d'Ossory et de son épouse Emilia van Nassau (une sœur de Lord Overkirk), et une sœur de James Butler (2e duc d'Ormonde) et Charles Butler (1er comte d'Arran), et ont cinq enfants, dont seulement deux filles ont survécu à leurs parents: 
- Henry (27 octobre 1697-19 juin 1718), titré vicomte Boston du 24 décembre 1698.
- Thomas (1700-27 avril 1730), titré vicomte Boston, célibataire.
- Lady Frances de Nassau d'Auverquerque (née en 1700, décédée le 5 avril 1772), qui épouse le 4 juin 1737 (contre la volonté de son père) le capitaine (plus tard lieutenant-colonel) William Elliot de Wells. Leur seul enfant est mort jeune.
- Emilia Mary (née vers 1702, décédée en 1712) est décédée à l'âge de 10 ans
- Lady Henrietta de Nassau d'Auverquerque (baptisée le 17 octobre 1712, décédée le 23 septembre 1747), qui épouse le 27 septembre 1732 William Clavering-Cowper (2e comte Cowper) 1709–1764). Son fils George Clavering-Cowper (3e comte Cowper) (1738-1789) est devenu l'héritier général de son oncle Lord Grantham après la mort de sa tante, Lady Frances Eliot, en 1772, et est créé prince du Saint-Empire romain germanique en 1778 [2] (dont le titre s'est éteint en 1905 avec la mort de Francis Cowper (7e comte Cowper)). Le représentant actuel de cette lignée est Lord Lucas (né en 1951), qui est également Lord Dingwall dans la pairie écossaise, et cohéritier du titre de baron Butler depuis 1905.